# Черепахові перегони

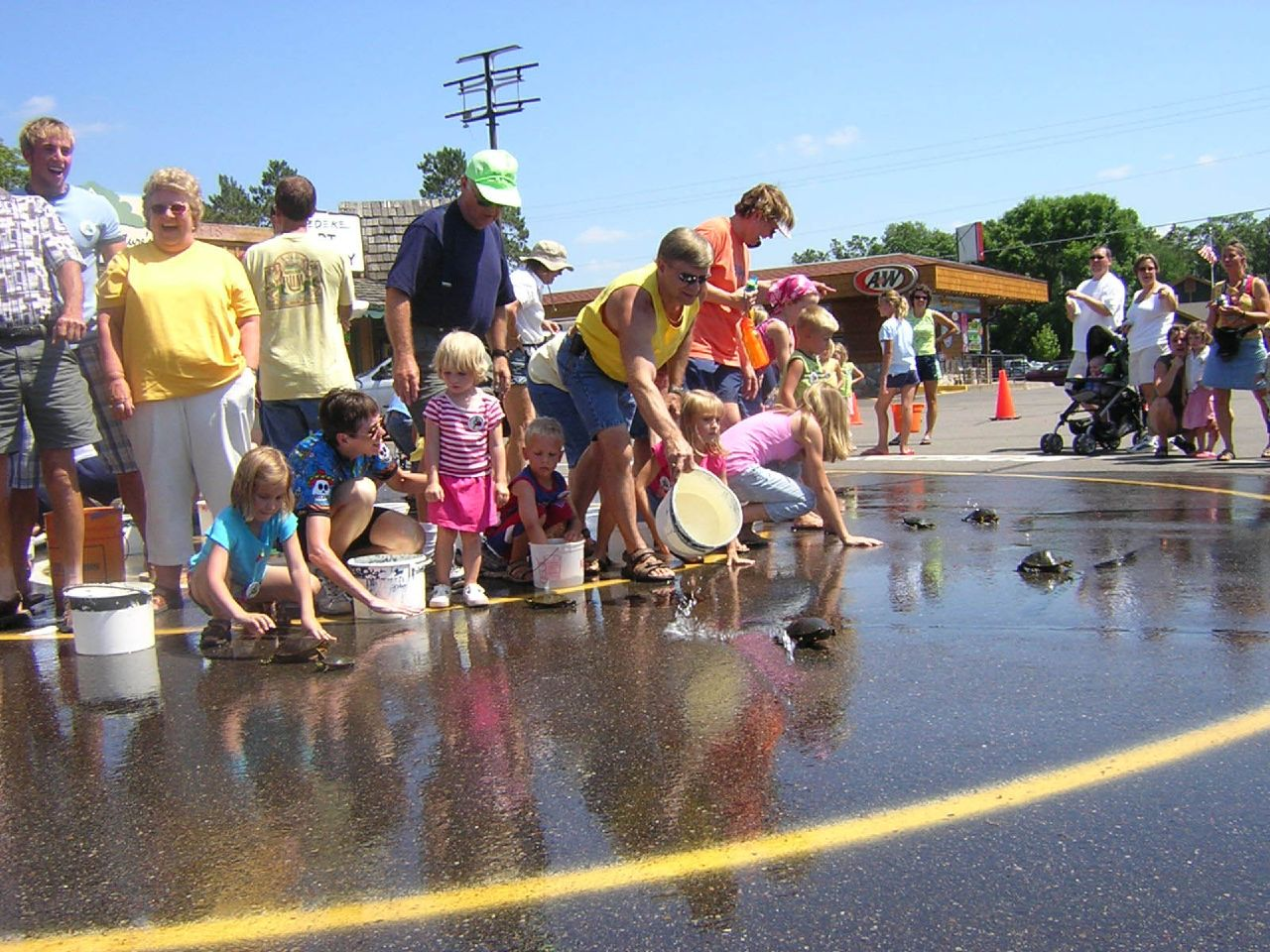
Перегони черепах

Черепахові перегони (англ. Turtle racing) — подія, під час якої учасники зазвичай розміщують черепах у центрі кола та спостерігають, як вони ходять навколо, доки одна з них не вийде з кола. Спочатку популяризуючись як подія, орієнтована на дітей на окружних ярмарках і пікніках у центральних Сполучених Штатах, з тих пір вона зросла в масштабах і популярності, і проводилися інші варіанти події.

## Версії
Існує кілька варіантів черепахових перегонів. У той час як черепахові перегони зазвичай відбуваються на суші, черепашачі перегони іноді також відбуваються в басейнах. Деякі перегони починаються з того, що черепахи біжать зі стартового місця, і закінчуються, коли вони досягають визначеної лінії фінішу. Перегони на свіжому повітрі час від часу починають черепах на сонячному місці поблизу затіненого місця, а черепахи за своєю природою біжать у тінь. Інші перегони починаються з того, що всі черепахи розміщуються в центрі великого кола, переможцем вважається той, хто першим вийшов за межі кола. У деяких випадках на черепах перед забігом накривають велику кришку, і перегони починаються, коли з них знімають кришку. Черепахи часто відрізняються за номерами, намальованими або наклеєними на панцирі.
Деякі інші заходи використовують плаваючих штучних черепах замість тварин. Штучні черепахи спускаються від початкової точки за течією або вниз по сходах до кінцевої точки.
У 1950 році Амброуз Гро з Цинциннаті, штат Огайо, отримав патент на черепашачий іподром. Гро намагався створити доріжку, яка дозволяла б кільком глядачам спостерігати за перегонами і змусила б черепах почати рух одночасно.

## Місця проведення

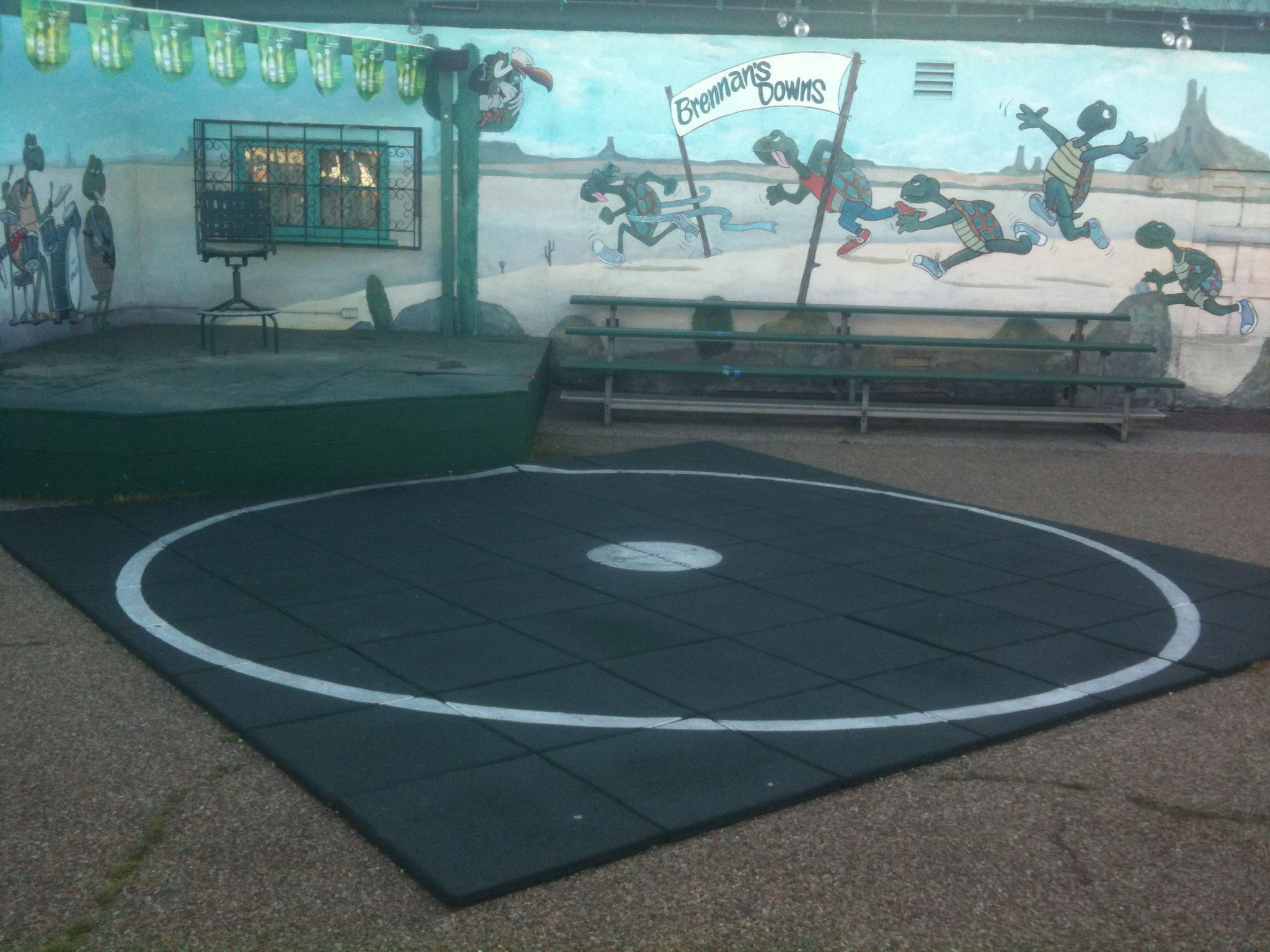
Відкритий іподром Бреннана

Перегони черепах часто відбуваються на ярмарках і місцевих святах. Наприклад, черепахові перегони є важливою частиною щорічного фестивалю «Дні черепах», що проводиться в Чурубуско, штат Індіана, на честь звіра з Буско. У Лепанто, штат Арканзас, перегони супроводжуються конкурсами краси, які увінчують «Королеву черепахового дербі». Їх також часто використовують для збору коштів для організацій, зокрема акваріумів, католицьких парафій та студентських груп. Черепахові перегони також часто відбуваються в барах, де перегони іноді відбуваються за столами для шаффлборду.

## Швидкість
Було надано кілька оцінок середньої швидкості черепахи, що мчить. С. Н. Касл, один із перших гонщиків на черепахах, сказав, що його черепахи могли подолати 100 ярдів (91 м) через чотири години. У 1930 році організатори великих черепахових перегонів у Піттсбурзі заявили, що їхні черепахи можуть розвивати швидкість до 12 дюймів (30 см) за 30 секунд. Пізніший прихильник черепашачих перегонів якось стверджував, що найшвидші черепахи, до яких він долав 1⁄4 миля/год (0,4 км/год), хоча він їздив на них лише на короткі дистанції. У 1974 році на Canadian Turtle Derby черепаха-чемпіон бігла з центру 25-футів (7,6 м) обігнути до його краю за тридцять дев'ять секунд.
Розмір черепахи не обов'язково є показником того, наскільки швидко черепаха буде мчати. Деякі черепахові гонщики були здивовані швидкістю, яку демонструють менші черепахи.

## Історія
Перегони на черепахах спочатку стали популярною розвагою на Багамах на початку ХХ століття. Найперші відомі перегони черепах у Сполучених Штатах відбулися в Чикаго в 1902 році. Chicago Daily Tribune назвала «Найдивнішими перегонами, які коли-небудь проводилися», семеро черепах мчали по галявині під час верхової їзди маленьких дітей. Хоча глядачі намагалися заманити їх до фінішу капустою, їм не вдалося змусити черепах рухатися по прямій лінії. Черепахові перегони, які відбулися в 1911 році, набули розголосу завдяки участі кількох знаменитостей, у тому числі драматурга Джорджа Ейда та колишнього губернатора Массачусетса Ебенезера Самнера Дрейпера, які організували перегони між двома великими черепахами, перебуваючи в круїзі по Карибському морю. Наступні ранні перегони черепах у Сполучених Штатах відбулися в Маямі-Біч у 1921 році. У цьому випадку морські черепахи Логгерхед мчали в басейні. Інші ранні американські перегони черепах були започатковані в 1920-х роках на ранчо 101 в окрузі Кей, штат Оклахома, і проводилися щорічно, поки не припинилися в 1931 році через Велику депресію. У 1928 році черепашачі перегони були представлені на Гаваях людиною, яка привезла туди з Сан-Франциско тридцять дві «перегонові черепахи».

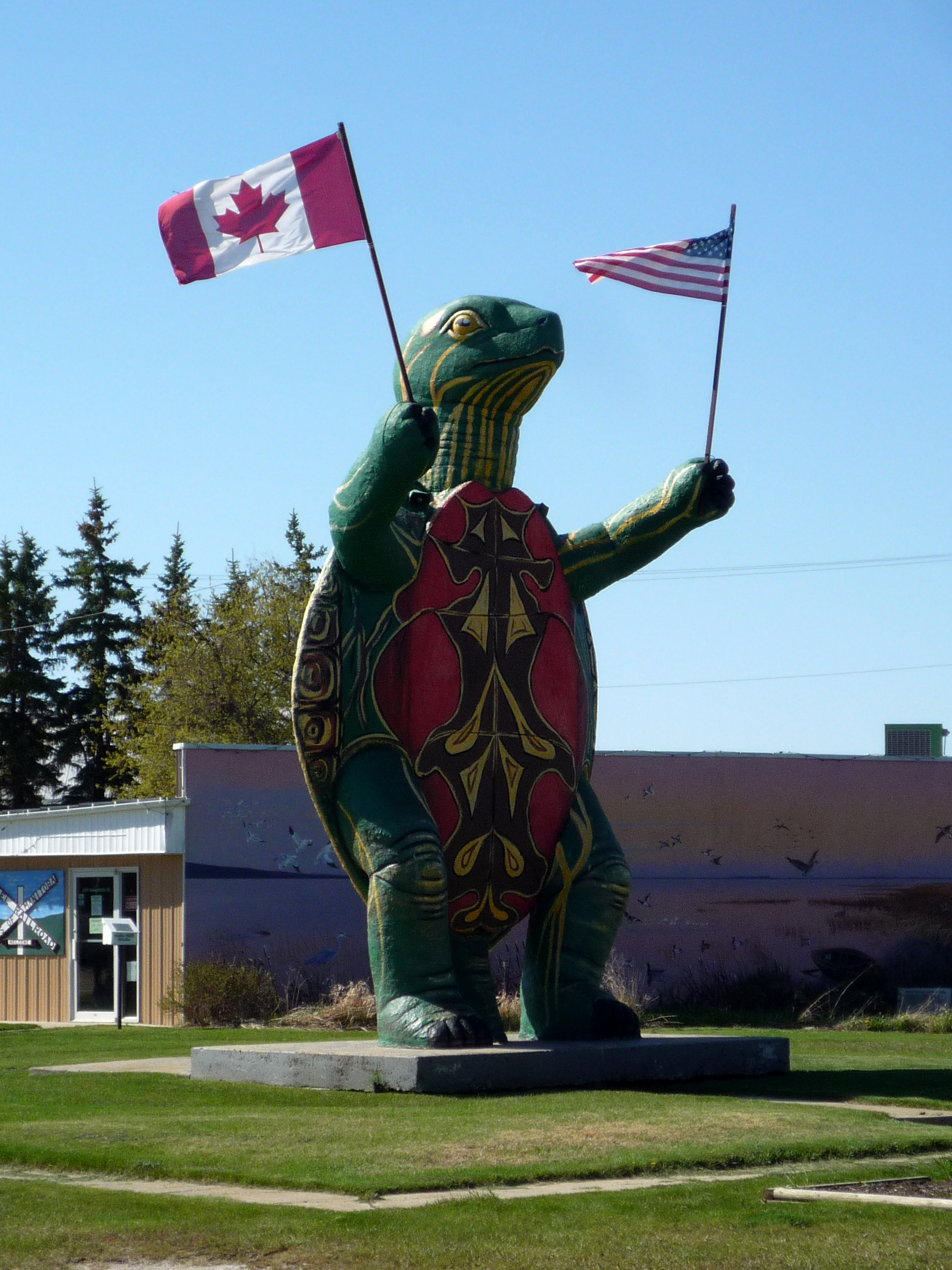
«Черепаха Томмі», 28 ft високий, 10000 lb статуя розмальованої західною черепахи в Буасевені, Манітоба, на честь канадського черепахового дербі.

Черепашачі перегони з тих пір стали популярними в Канаді. Буассейн, Манітоба, розташований поблизу Черепашачої гори, почав приймати Канадське черепахове дербі в 1972 році. Канадське черепахове дербі спочатку було приватною гонкою за участю кількох місцевих власників черепах. Невдовзі він набув популярності, і він почав показувати ставки тоталізатора. Компанія Molson подарувала заходу електричні стартові ворота, які, як вони стверджували, були першими електричними стартовими воротами, які використовувалися в перегонах черепах. Хоча в 1972 році було лише 83 черепахи, до 1983 року кількість черепах збільшилася до 447. Забіг відбувається на 15-метрів (49 фут) коло. На інших фестивалях по всій Канаді проводяться перегони, на яких найкращі черепахи мають право представляти своє місто в Канадському черепаховому дербі. Зараз у Буассевені знаходиться Зал слави черепашачих перегонів і велика статуя черепахи-переможця. Спочатку на змаганнях коронували канадську черепаху-чемпіона, а в 1974 році запросили найкращу американську черепаху, щоб вона змагалася з канадським переможцем. Американська команда складалася з Лайла Періша, Говарда Мітчелла та черепахи «Тобі». Кілька тисяч людей відвідали фінальний забіг змагань. Хоча спочатку гонка була близькою, канадська черепаха перемогла після того, як американська черепаха заснула на півдорозі.
Буассевен проводив Дербі протягом 30 років з великим успіхом. У часи його розквіту за титул чемпіона Канади змагалося 16 черепах у кожному забігу, а всього відбувалося 27 забігів. Якщо черепаха вигравала свій забіг, вона брала участь в одному з трьох півфінальних забігів по 9 черепах у кожному. Три найкращі в кожному з них потім змагалися за титул чемпіона Канади. Паралельно проводилися міжнародні заїзди, які визначали міжнародного чемпіона, як правило, з США, і часто це була команда, яка змагалася в Зак в Саусаліто, Каліфорнія. Потім канадські та міжнародні чемпіони боролися за титул чемпіона світу. Світовий рекорд для килимової доріжки діаметром 25 футів становив 16,8 секунди. Найуспішнішою була конюшня Klip N Beatty Stables з Вінніпегу та Калгарі (Брюс Кліппенштейн та Даг/Денні Бітті). Вони 4 рази вигравали чемпіонат Канади і 3 рази чемпіонат світу (1977, 1978, 1990). Стайні Klip N Beatty Stables були запрошені організувати чемпіонат Альберти з черепашачих перегонів на скачках 1981 року в Калгарі. Їх промо-акція включала Перші у світі перегони літаючих черепах (у партнерстві з Асоціацією повітряних куль), поплавок на параді перегонів та щоденну трансляцію перегонів на радіо CHQR.
Перегони на черепахах також популярні серед англійців. Члени британської армії проводили черепахові перегони біля підніжжя гори Олімп, перебуваючи там після Другої світової війни. У 1970-х роках британська організація, відома як New World International Turtle Track Commission, почала проводити чемпіонат світу. У 1974 році учасники з дев'яти країн привезли на змагання понад дві сотні черепах. Однак чемпіонат сколихнув скандал після того, як виявилося, що на панцир однієї черепахи приклеєні колеса від іграшкової машинки. Пізніше організатор заходу поскаржився, що цей скандал стався саме тоді, коли «черепахачі перегони стояли на межі масового виду спорту».
У 2007 році Міжнародне товариство збереження природи організувало те, що вони назвали «Великими перегонами черепах». З метою підвищення обізнаності про тяжке становище шкірястої черепахи, яка перебуває під загрозою зникнення. Вони помітили кількох черепах у Коста-Ріці міткою супутникового відстеження перед тим, як черепахи почали свою щорічну міграцію на Галапагоські острови. Черепаха, яка перша прибула на острови, вважалася переможницею. Знамениті спонсори, зокрема Стівен Колберт, заплатили 25 000 доларів природоохоронним організаціям за право спонсорувати черепаху. Плавання приблизно о 4 миля/год (6 км/год), вони подолали 500-миль (800 км) курс за два тижні. У 2009 році National Geographic and Conservation International знову провели перегони, відстежуючи міграцію черепах із Нової Шотландії до Карибського басейну.Шаблон:Turtles in human activitiesЗаконодавча влада Міннесоти оголосила Лонгвіль, штат Міннесота, «Світовою столицею черепахових перегонів». Вони вручили цю честь Лонгвілю, тому що тут щоліта, починаючи з 1950-х, проводилися перегони черепах на головній вулиці. Однак титул не отримав міжнародного визнання.

## Регулювання
Багато черепахових перегонів використовують диких черепах, яких виловлюють для використання в заходах, хоча ця практика є незаконною в деяких юрисдикціях. Деякі черепахові перегони використовують спеціалізовані сітки для лову черепах. Незважаючи на те, що відлов черепах у Небрасці заборонений, кілька черепахових перегонів отримали дозвіл відловлювати черепах у пастки від комісії Небраски та парків за умови, що черепахи будуть повернуті до ставків, у яких вони були спіймані після завершення перегонів.

### Азартні ігри
Черепахові перегони також можуть бути незаконними, якщо ставки збираються відповідно до законодавства про азартні ігри. У Сполучених Штатах арешти за незаконні азартні ігри на черепахових перегонах відбувалися майже стільки ж часу, скільки існують черепашачі перегони. У 1930 році співробітники поліції Бостона провели рейд на черепашачих перегонах, де глядачі платили внесок, щоб спонсорувати черепаху, і вигравали коробку цукерок, якщо їхня черепаха перемагала. Поліція конфіскувала черепах і цукерки, а організатора перегонів оштрафувала на 60 доларів. Однак черепахи були йому повернуті через відсутність належного поліцейського приміщення для їх зберігання.
У 1984 році на черепахових перегонах в Айлза-Крейг, Онтаріо, двох організаторів заарештували за «продаж квитків на азартні ігри». Після п'ятиденного судового розгляду звинувачення були зняті з технічних причин. Організатори намагалися отримати дозвіл від уряду Онтаріо, щоб дозволити азартні ігри під час перегонів, але їм це не вдалося, оскільки вони використовували ставки тоталізатора.

## Небезпека
Хоча це загалом безпечний захід, черепахи іноді можуть становити небезпеку для глядачів. Одного разу черепаха вкусила жінку, яка поцілувала її, щоб відсвяткувати перемогу в перегонах. Парамедики відреагували та вкололи черепахі валіум після того, як черепаха відмовилася відпустити губу жінки. Укол серйозно не травмував черепаху, яка незабаром повернулася до перегонів.
Деякі гонщики на черепахах намагалися змусити черепах рухатися швидше, стимулюючи певні ділянки мозку слабким електричним струмом. Це становить небезпеку для глядачів, які можуть бути випадково вражені електричним струмом.

## Суперечка
Черепахові перегони часом викликають суперечки через жорстоке поводження з черепахами та азартні ігри, які відбуваються на багатьох перегонах. Щорічні черепахові перегони під час Гала-днів у канадському селі Ейлса Крейг привернули особливу увагу. Після того, як у 2010 році новини про щорічні черепахові перегони набули популярності, Міністерство природних ресурсів провінції Онтаріо наказало організаторам скасувати захід. Службовці міністерства втрутилися через те, що в сусідній річці виловлювали диких черепах для участі в перегонах, і погрожували оштрафувати кожного, хто брав участь у перегонах з дикими тваринами. Представник міністерства послався на небезпеку поширення хвороб і порушення екосистеми через вилов диких черепах, а потім повернення їх назад. Представник міністерства також послався на стрес, який спричинили черепахи під час перегонів. Пізніше захід продовжився за планом після того, як черепахи були орендовані в сусідньому зоомагазині для участі в забігу. Багато жителів тижнями ловили черепах, щоб взяти їх у змагання, і жителям району довелося випустити понад сотню черепах.
У 1987 році Товариство запобігання жорстокому поводженню з тваринами штату Нью-Джерсі звернулося до суду з приводу того, що вони описали як жорстоке поводження з черепахами під час перегонів черепах у ресторані в Плейнфілді, штат Нью-Джерсі. Незважаючи на те, що суддя наказав припинити перегони, розслідування виявило, що жодних зловживань не було, і постанову судді було скасовано.
Зоозахисники описали цей вид спорту як жорстоке поводження з черепахами. Фестиваль Market Days у Конкорді, штат Нью-Гемпшир, скасував перегони на черепахах через скарги, що цей вид спорту є формою жорстокого поводження з тваринами. Архієпископ Даніель Едвард Піларчик також висловився проти черепашачих перегонів, заявивши, що ця практика не «віддзеркалює співчуття Ісуса».
PETA схвалила перегони гумових качечок як альтернативу черепаховим гонкам без жорстокості.